# Halina Bortnowska

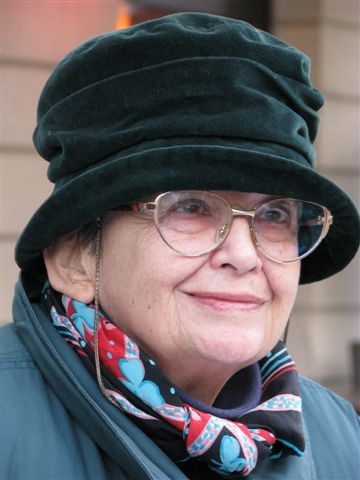
Halina Bortnowska in Warschau 2010

Halina Bortnowska-Dąbrowska (* 23. Juni 1931 in Toruń; † 19. Juni 2024) war eine polnische Philosophin, Theologin, Publizistin, Initiatorin gesellschaftlicher Vorhaben und Akteurin der ökumenischen Bewegung, die immer wieder ein Drittes Vatikanisches Konzil für die römisch-katholische Kirche forderte. Zwischen 2007 und 2012 war sie Vorsitzende der 1989 in Warschau gegründeten Helsińska Fundacja Praw Człowieka.

## Biografie
Ihr Vater, Leon Bortnowski, (1899–1976), war Oberstleutnant der Abwehr im Generalstab der Polnischen Armee, als solcher u. a. in der Polnischen Militärmission in der UdSSR. Als Hitlerdeutschland und die Sowjetunion Stalins Polen überfielen, war er von der Familie getrennt stationiert. Ihm gelang die Flucht nach Großbritannien. Dort war er in der Abwehr der Polnischen Exilregierung in London tätig. Eine Rückkehr nach dem Krieg nach Polen war nicht möglich, weil er im von Moskau gesteuerten Polen als Verräter galt und mit der Todesstrafe rechnen musste. Ein Fluchtversuch von Frau Maria und Tochter Halina aus Polen scheiterte. Halina hat ihren Vater erst als Erwachsene wiedergesehen.
Die Grundschule in Warschau beendete sie 1944. Während des Warschauer Aufstandes wurde sie in ein deutsches Arbeitslager deportiert. Sie war mit ihrer Mutter im selben Lager in der Nähe von Breslau inhaftiert. Nach dem wenigen und mageren Essen musste man lange in einem Stacheldraht-Korridor anstehen. Die Hitze machte allen zu schaffen. Manche wurden ohnmächtig. Die Mutter bat die 13-jährige Halina um etwas Wasser. Das brachte sie der Mutter. Daraufhin wurde sie von anderen auch um Wasser gebeten. Auch für diese holte sie Wasser und erkannte: „Was ich für die Nächsten tun kann, kann ich auch für alle tun“. Diese Erkenntnis prägte ihr weiteres Leben.
1949 bestand sie das Abitur. Sie studierte am Katholischen Institut in Wrocław und an der Katholischen Universität in Lublin (Magister für Philosophie 1961), wo Karol Wojtyła einer ihrer Dozenten war, der später ihre Hospiz-Arbeit förderte. Ab 1964 studierte sie in Löwen (Leuven). Während des Studiums arbeitete sie mit Kindern und Erwachsenen als Katechetin (Wrocław und Lublin).
1960 begann sie bei der in Kraków ansässigen Monatszeitschrift Znak als Redaktionssekretärin und später als Redakteurin zu arbeiten. Die Chefredakteurin Hanna Malewska wurde zu ihrer besten Freundin und langjährigen Wegbegleiterin. U.a war Halina Bortnowska Berichterstatterin der dritten Session des Zweiten Vatikanischen Konzils. Halina war aktiv im Klub der Katholischen Intelligenz.

### Versöhnung mit Deutschland
Die Klubs der Katholischen Intelligenz, die Zeitschriften Tygodnik Powszechny, Znak und Więź waren Sammelpunkte der progressiven katholischen Intelligenz und als solche dem polnischen Staat, oft aber auch der katholischen Kirche, unbequem. Sie unterstützten publizistisch und organisatorisch, auch durch Vermittlung von Kontakten, die Arbeit der Aktion Sühnezeichen aus der DDR, die zu diesem Zeitpunkt, nach dem Mauerbau, von der westdeutschen Aktion Sühnezeichen unabhängig agierte und Kontakte u. a. nach Polen suchte. Dazu unternahmen Lothar Kreyssig und Günther Särchen 1966 die erste Reise nach Polen. U.a. besuchten sie den Krakauer Erzbischof Karol Wojtyla, der sagte: „Für alle eure Aktivitäten in Polen will ich ein guter Schirmherr sein“.
Auch Halina Bortnowska engagierte sich in der polnisch-deutschen Versöhnung. Sie nahm teil an Arbeitseinsätzen der Aktion Sühnezeichen (DDR) bei denen Ruinen in Polen (Auschwitz) und in Deutschland (Dresden) beräumt wurden. An der Arbeit des Weltrates der Kirchen nahm sie von 1967 bis 1982 aktiv teil.
Zusammen mit dem ev. Pfarrer Gerhard Linn vom evangelischen Konsistorium in Ost-Berlin organisierte sie mehrere deutsch-polnische Treffen zum Thema kirchliche Neubauarbeit in den „sozialistischen“ Großstädten.
Bei den ökumenischen Aktivitäten kam ihr zugute, dass sie neben Polnisch, Deutsch, Englisch und Französisch beherrschte. So konnte sie auch die neuere westliche Literatur zu gesellschaftlichen und vor allem theologischen Themen lesen und übersetzte oder sorgte für die Übersetzung und die Herausgabe in Polen.

### Hospiz-Arbeit
In den 1970er Jahren war sie Mitbegründerin der Hospizbewegung in Polen und des ersten Hospiz' in Nowa Huta. 5 Jahre lang war sie zeitweise freiwillige Helferin in der Krankenpflege. Ihre Erlebnisse und Erkenntnisse bei der Betreuung schwer Kranker und Sterbender verarbeitet sie in dem Buch „Der Sinn der Krankheit, der Sinn des Todes, der Sinn des Lebens“. Dieses Buch erschien in drei Auflagen im Verlag Znak. In den 1980er Jahren beriet sie das Komitee der Hüttenarbeiter in Nowa Huta.
Als Kardinal Wojtyła zum Papst gewählt wurde, wurde Jozef Tischner gefragt, wer dessen Nachfolger werden solle. Er antwortete, halb im Scherz und doch mit tiefen Hintergedanken: Halina Bortnowska. Sie hatte eine solide theologische Ausbildung und zugleich soviel Lebenserfahrung, wie sie viele Priester nicht hatten.

### Erinnerung an Opfer von Hass und Krieg
Sie unterstützte Projekte zur Erinnerung an die Opfer des Warschauer Ghettos, von Jedwabne und Srebrenica. Ihr Eintreten für die Erinnerung an die Opfer von Jedwabne ist Teil des langjährigen Bemühens von Halina Bortnowska, den in Polen stark verbreiteten Opfermythos zu entmythologisieren. Über diese Problematik berichtete sie auch bei einer Konferenz der Heinrich-Böll-Stiftung zu Antisemitismus im europäischen Vergleich im Januar 2004.

### Politische und gesellschaftliche Aktivitäten
Als Beraterin der Delegierten aus Kleinpolen nahm sie teil am 1. Parteitag der Solidarność. Ab dem Beginn des Kriegsrechtes in Polen am 13. Dezember 1981 beteiligte sie sich an einem mehrtägigen Streik im Metallurgischen Kombinat in Nowa Huta. Im Dezember 1981 ausgerufenen Ausnahmezustand war sie kurzzeitig interniert. Auch als es im Mai 1988 eine neue Streikwelle gab, gehörte Halina Bortnowska zu den von der katholischen Kirche entsandten Vertretern, die zwischen streikenden Arbeitern und der politischen Führung vermitteln sollten.
Sie war 1986 Mitbegründerin der Helsinki-Stiftung für Menschenrechte, von 2007 bis 2012 Vorsitzende des Stiftungsrates.
Sie setzte sich für die Abschaffung der Todesstrafe ein.
Nach 1989 war sie Mitbegründerin der „Bürgerbewegung Demokratische Aktion“. Sie war aktiv in Nichtregierungsorganisationen. Bis zum Beitritt Polens zur Europäischen Union arbeitete sie in der Stiftung Polen in Europa. Sie war Mitbegründerin der Vereinigung gegen Antisemitismus und Fremdenhass Offene Republik Polen.
Im Rahmen von ihr geleiteter Journalisten-Werkstätten (u. a. für Studenten, junge Journalisten, Schuljugend und Strafgefangene) beschäftigte Halina Bortnowska sich mit der Propagierung von Weltstandards für den Journalismus. Von 1992 an initiierte und organisierte sie Werkstätten für junge Journalisten „Polis“ in Warschau. Ab 1992 war sie Chefredakteurin der Zeitschrift „Polis – pisma o sztuce życia publicznego“. Sie initiierte das Internetprojekt zum Festival der Wissenschaft. Halina Bortnowska nahm teil an öffentlichen Diskussionen, die u. a. gesellschaftliche Fragen (darunter die Hospiz-Bewegung), Fragen der Religion, der ökumenischen Bewegung, der Aufarbeitung der Überwachung durch den Sicherheitsdienst der Volksrepublik Polen, der Erinnerung an die Opfer von Völkermord, auch der Bioethik betrafen. Ihre Publikationen erschienen u. a. in der Gazeta Wyborcza, der Monatsschrift Znak, der katholischen Wochenzeitung Tygodnik Powszechny. Sie leitete den Blog Myślennik.
Als ihr im Februar 2005 in der Erlöserkirche in Stuttgart der von der Offenen Kirche – Evangelische Vereinigung in Württemberg – gestiftete AMOS-Preis verliehen wurde, hielt Bundestagspräsident Wolfgang Thierse die Laudatio. Im Juni 2017 veröffentlicht der MDR ein Interview mit ihr zum Papst und zur Flüchtlingsproblematik: „Eine Gesellschaft wandelt sich nicht so schnell“. Im August 2022 hat die Konrad-Adenauer-Stiftung ein Video-Interview mit ihr aufgezeichnet, das im Internet abrufbar ist. Sie gründete die polnische Sektion von PAX Christi.

### Privates
1983 heiratete sie den Konstruktionsingenieur Kazimierz Dąbrowski, der Witwer mit vier Kindern war.
Halina Bortnowska wurde auf dem Alten Friedhof Służew (eingemeindet nach Mokotów) beerdigt. Bei der Beerdigung waren anwesend Vertreter der Kirchen und hochrangige Vertreter der Politik, u. a. Sejmmarschall Szymon Hołownia. Więź schreibt: „Sie war der Kirche der Zukunft treu“. Der Nachruf des Tygodnik Powszechny endet mit dem Satz: „Halina war ein Mensch des Zeichens. Menschen sterben. Zeichen nicht!“

## Auszeichnungen
- 2001 Offiziersorden Wiedergeburt Polens[28]
- 2005 Amos-Preis für Zivilcourage in Kirche und Gesellschaft
- 2011 Kommandeursorden Wiedergeburt Polens[28]
- 2013 Orden Zbigniew Hołda[28]
- 2016 Orden für Verdienste in der Verteidigung der Menschenrechte[28]